# Periandre de Corint
Periandre (Periander, Περίανδρος) fill de Cípsel, fou tirà de Corint, succeint al seu pare vers el 625 aC.
El seu govern fou suau i beneficiós al començament, però amb el temps va esdevenir opressiu, encara que aquest punt resulta de les informacions del partit oligàrquic que el va enderrocar. Heròdot diu que va preguntar a Trasíbul de Milet, tirà de Milet, la forma de mantenir-se en el poder, i Periandre va interpretar la resposta com que havia de matar tots els nobles de l'estat cosa que va fer.
Diògenes Laerci diu que tenia mala consciència per l'incest amb la seva mare (en algunes versions l'incest es presenta com involuntari) i això va alterar el seu caràcter i el va fer tornar cruel.
Periandre es va dotar d'una guàrdia personal de mercenaris per la seva seguretat i va orientar la seva política a mantenir el poder; va impedir l'acumulació de riqueses per individus concrets i va crear una cort per jutjar els cossos; es diu que va estripar els vestits de les dones de Corint potser com a part d'una política de repressió del luxe o l'extravagància.
Dels seus fets exterior es coneix poca cosa, però se sap que va conquerir Epidaure, que va sotmetre Còrcira i que va ajudar a Pitac i a Mitilene en la seva guerra contra Atenes per la possessió de Sigeion (606 aC), i que finalment va fer de mediador en aquest conflicte; va estar aliat als tirans de Milet i Epidaure i a suposats bàrbars com el rei Aliates II de Lídia. Cap a l'oest va intentar dominar la zona costanera al sud d'Il·líria i connectar amb les nacions bàrbares de l'interior; a la costa de la mar Jònica va fundar Apol·lònia d'Il·líria; va planejar un canal a l'istme de Corint per connectar els dos mars i finalment va construir el Diolkos; el comerç que les seves possessions aportaven a Corint permetien a Periandre gaudir d'uns bons ingressos que va dedicar a la construcció d'obres dedicades als déus; fou patró de literats, filòsofs i artistes i Diògenes Laerci diu que va escriure un poema didàctic de 2.000 versos.
Fou inclòs generalment entre els set savis de Grècia, encara que per la seva condició de tirà alguns el van excloure. Va morir vers el 585 aC.